# 陈佐湟
陈佐湟（1947年—），男，上海人，中国指挥家，曾任中国交响乐团首任艺术总监，国家大剧院管弦乐团首任音乐总监，第九届全国政协委员。

## 生平
他生于上海，在厦门鼓浪屿长大，1965年自中央音乐学院附属中学钢琴专业毕业，就读中央音乐学院指挥系，1981年毕业并经小泽征尔推荐，到坦格伍德音乐中心和密歇根大学学习，1982年获音乐硕士学位，之后继续在密歇根大学攻读博士，1985年获该大学首个乐队指挥音乐艺术博士学位。
1987年，他担任中央乐团指挥，1996年参与组建中国交响乐团并在1996年至2000年间担任其首任艺术总监。后先后带领中国交响乐团、中国青年交响乐团以及国外的布达佩斯爱乐乐团出国巡演，也多次应邀担任国际音乐比赛评委。2007年国家大剧院成立时，陈佐湟担任国家大剧院音乐艺术总监，2010年国家大剧院管弦乐团建团时担任首席指挥，2012年由吕嘉接任乐团首席指挥，音乐艺术总监一职2017年同样由吕嘉接任。

## 家庭
父亲陈汝惠，哥哥陈佐洱、陈佐沂。伯父陈伯吹。